# Sartana
Sartana (ukr. Сартана) – osiedle typu miejskiego na Ukrainie, w obwodzie donieckim, w rejonie mariupolskim, siedziba hromady. W 2001 liczyło 10 951 mieszkańców, spośród których 396 wskazało jako ojczysty język ukraiński, 10 027 rosyjski, 1 mołdawski, 1 bułgarski, 7 białoruski, 3 ormiański, 12 romski, 483 grecki, a 21 inny.